# Evodio di Antiochia
Evodio di Antiochia (... – 69 circa) è stato un vescovo siro, vescovo di Antiochia dopo san Pietro. È venerato come santo dalla Chiesa cattolica e da quella ortodossa.

## Biografia
Poco è noto della vita di Evodio; egli fu un pagano convertito al cristianesimo da San Pietro.
Secondo Eusebio e Girolamo fu il primo vescovo della città, ma non è noto con sicurezza come lo sia diventato. Secondo le Costituzioni apostoliche Evodio fu nominato direttamente da Pietro, tuttavia è possibile che sia stato eletto da un'assemblea locale di presbiteri e che solo successivamente si sia formata la tradizione della nomina da parte di Pietro. Anche il periodo in cui fu a capo della comunità cristiana di Antiochia non è noto con sicurezza: secondo le fonti antiche fu a capo della comunità per 29 anni, a partire dal 41 o dal 44 o 45, perciò fino al 70 o al 73 o 74, anni vicini a quello in cui, secondo Girolamo, Ignazio successe a Evodio (68). Non si può escludere che queste date siano un tentativo degli scrittori antichi di far coesistere le tradizioni secondo le quali Pietro fu a capo prima della comunità cristiana di Antiochia e poi di quella di Roma: secondo alcuni studiosi moderni, Pietro lasciò definitivamente Antiochia verso il 54 e se Evodio prese la guida della comunità antiochena solo dopo la partenza di Pietro, egli l'avrebbe guidata fino all'83 circa.
Si pensa che Evodio sia morto di morte naturale e, quindi, non martirizzato.
Fu uno dei primissimi gentili a convertirsi alla nuova fede e per questo sia la Chiesa cattolica che quella ortodossa lo venerano come santo; la sua memoria liturgica ricorre, per la prima il 6 maggio, mentre per la seconda il 7 settembre.

## Opere
Niceforo Callisto Xanthopoulos, un monaco bizantino del XIV secolo, ricorda una lettera di Evodio chiamata Luce (Φῶς), oggi perduta, nella quale egli sosteneva che Gesù avrebbe battezzato il solo Pietro, il quale a sua volta avrebbe battezzato gli altri apostoli.
Sotto il nome di Evodio, "successore di Pietro a Roma", sono state tramandate tre omelie in copto: Sulla passione, Encomio degli apostoli (frammentaria), Encomio di Maria. Questi testi non risalgono all'epoca di Evodio ma al VII secolo, forse in polemica con il nascente islam; l'anonimo autore potrebbe aver usato l'autorità di un antico personaggio delle origini cristiane per dare maggior peso alle omelie, confondendo però la città in cui Evodio succedette a Pietro.